# Vakon
Vakon ist ein Arrondissement im Departement Ouémé in Benin. Es ist eine Verwaltungseinheit, die der Gerichtsbarkeit der Kommune Akpro-Missérété untersteht.

## Demographie
Gemäß der Volkszählung von 2013 hatte Vakon 38.806 Einwohner, davon waren 19.019 männlich und 19.787 weiblich.

## Geographie
Das Arrondissement liegt als Teil des Departements Ouémé im Süden Benins.

## Verwaltung
Vakon setzt sich aus zehn Dörfern zusammen:
1. Danto
2. Danto les palmiers
3. Gouako-kotoclomè
4. Sohomey
5. Vakon-Adanhou
6. Vakon-Agatha
7. Vakon-Anago
8. Vakon-Azohouè
9. Vakon-Gbo
10. Vakon-Kpozoungo

## Persönlichkeiten
- David Kiki (* 1993), beninisch-französischer Fußballspieler